# Hale Boggs

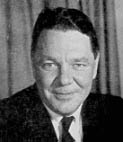
Hale Boggs

Thomas Hale Boggs (* 15. Februar 1914 in Long Beach, Harrison County, Mississippi; † 16. Oktober 1972 (verschollen)) war ein US-amerikanischer Politiker und Mitglied der Warren-Kommission.
Nach dem Abschluss seines Studiums an der Tulane University 1935 begann Boggs als Anwalt in New Orleans zu arbeiten. Von 1941 bis 1943 war er für die Demokraten im Repräsentantenhaus der Vereinigten Staaten vertreten. Danach wandte sich Boggs von der Politik ab, um im Zweiten Weltkrieg als Ensign (Offizier) für die Marine zu dienen. Nach dem Krieg, 1946, wurde Boggs wieder politisch aktiv: Er wurde erneut in den Kongress gewählt.
1948 war er Vorstand im American Committee for a United Europe. 1963 berief ihn Lyndon B. Johnson in die Warren-Kommission zur Klärung der Umstände des Todes von John F. Kennedy. Hale Boggs war am 16. Oktober 1972 mit dem Kongressabgeordneten Nick Begich von Alaska per Flugzeug von Anchorage nach Juneau unterwegs, dieses stürzte ab; seitdem wird er vermisst. 1973 übernahm seine Frau Lindy dessen Mandat im Kongress.